# Водзимонье
Водзимонье — село в Вавожском районе Республики Удмуртии Российской Федерации. В рамках организации местного самоуправления входит (с 9 мая 2021)  в муниципальный округ Вавожский район.

## Название
Ойконим Водзимонье имеет вариант написания Водзи Монья и восходит к гидрониму Водзя, восходящее к удмуртскому Водзи.

## География
Располагается на реке Водзя, в 18 км западнее Вавожа.

## История
Село основано удмуртами из рода Монья на реке Водзи. Настоящее название села Водзи Монья. Водзи Монья известна с XVIII века, статус села получило в 1751 году, в 1754 году в селе построена первая деревянная церковь, а в 1829 году по проекту архитектора С. Е. Дудина возведена каменная Вознесенская церковь. Искаженное название села - Водзимонье стало использоваться после 1905 года.
Водзимонье входило в состав Волипельгинской волости Малмыжского уезда Вятской губернии.
- с 1918 года центр Водзимоньинской волости в составе Малмыжского уезда.
- с 1921 года волость вошла в состав Ижевского уезда Вотской автономной области.
- с 1924 года село Водзимонье в составе Вавожской волости Можгинского уезда.
- с 1929 года село вошло в состав вновь образованного Вавожского района[4].
- До 9 мая 2021 года - административный центр муниципального образования Водзимоньинское сельское поселение[5].

## Население
| 2010 | 2012 |
| ---- | ---- |
| 670  | ↘661 |

## Известные уроженцы
- Багай, Аркаш (1904—1984) — удмуртский советский прозаик и поэт.

## Инфраструктура
В селе функционируют:
- Водзимонская СОШ
- Водзимоньинский детский сад
- Водзимоньинская врачебная амбулатория
- Водзимоньинский СДК
- Водзимоньинская библиотека

## Транспорт
Автобусное сообщение с райцентром. 